# Liste der Bodendenkmäler in Aham
Auf dieser Seite sind die Bodendenkmäler in der niederbayerischen Gemeinde Aham zusammengestellt. Diese Tabelle ist eine Teilliste der Liste der Bodendenkmäler in Bayern. Grundlage ist die Bayerische Denkmalliste, die auf Basis des Bayerischen Denkmalschutzgesetzes vom 1. Oktober 1973 erstmals erstellt wurde und seither durch das Bayerische Landesamt für Denkmalpflege geführt wird. Die folgenden Angaben ersetzen nicht die rechtsverbindliche Auskunft der Denkmalschutzbehörde.

## Bodendenkmäler der Gemeinde Aham

### Bodendenkmäler in der Gemarkung Aham
| Lage            | Objekt | Akten-Nr.     | Bild                       |
| --------------- | --- | ------------- | -------------------------- |
| Aham (Standort) | Grabhügel vor- und frühgeschichtlicher Zeitstellung. | D-2-7440-0038 |                            |
| Aham (Standort) | Grabhügel vorgeschichtlicher Zeitstellung. | D-2-7440-0039 |                            |
| Aham (Standort) | Mittelalterlicher ebenerdiger Ansitz. | D-2-7440-0040 |                            |
| Aham (Standort) | Mittelalterlicher ebenerdiger Ansitz Schanzenberg. | D-2-7440-0041 |                            |
| Aham (Standort) | Siedlung allgemein vorgeschichtlicher und neolithischer Zeitstellung, unter anderem der Linear- und Stichbandkeramik/Gruppe Oberlauterbach, der Münchshöfener Kultur und des Spätneolithikums sowie allgemein der Metallzeiten (Bronzezeit oder Urnenfelderzeit), der Latènezeit und des frühen Mittelalters. | D-2-7440-0042 |                            |
| Aham (Standort) | Siedlung der Münchshöfener und der Altheimer Gruppe. | D-2-7440-0043 |                            |
| Aham (Standort) | Siedlung der Stichbandkeramik/Gruppe Oberlauterbach und der Altheimer Gruppe. | D-2-7440-0044 |                            |
| Aham (Standort) | Siedlung vor- und frühgeschichtlicher Zeitstellung. | D-2-7440-0045 |                            |
| Aham (Standort) | Siedlung vor- und frühgeschichtlicher Zeitstellung. | D-2-7440-0046 |                            |
| Aham (Standort) | Verebnete Grabhügel vorgeschichtlicher Zeitstellung. | D-2-7440-0047 |                            |
| Aham (Standort) | Siedlung vor- und frühgeschichtlicher Zeitstellung. | D-2-7440-0048 |                            |
| Aham (Standort) | Siedlung und Körpergräber vor- und frühgeschichtlicher Zeitstellung. | D-2-7440-0049 |                            |
| Aham (Standort) | Siedlung vor- und frühgeschichtlicher Zeitstellung. | D-2-7440-0050 |                            |
| Aham (Standort) | Untertägige mittelalterliche und frühneuzeitliche Befunde im Bereich des ehemaligen Hofmarkschlosses in Aham, darunter die Spuren von Vorgängerbauten bzw. älterer Bauphasen. | D-2-7440-0215 |                            |
| Aham (Standort) | Untertägige mittelalterliche und frühneuzeitliche Befunde im Bereich der katholischen Kirche St. Ägidius in Aham, darunter die Spuren von Vorgängerbauten bzw. älterer Bauphasen. | D-2-7440-0216 |                            |
| Aham (Standort) | Untertägige frühneuzeitliche Befunde im Bereich der katholischen Wallfahrtskirche Dreifaltigkeit auf der Öd, darunter die Spuren von Vorgängerbauten bzw. älterer Bauphasen. | D-2-7440-0219 | Bodendenkmal D-2-7440-0219 |

### Bodendenkmäler in der Gemarkung Johannesbrunn
| Lage                     | Objekt                                                                             | Akten-Nr.     | Bild |
| ------------------------ | ---------------------------------------------------------------------------------- | ------------- | ---- |
| Johannesbrunn (Standort) | Grabhügel vorgeschichtlicher Zeitstellung, unter anderem der mittleren Bronzezeit. | D-2-7540-0002 |      |

### Bodendenkmäler in der Gemarkung Loizenkirchen
| Lage                     | Objekt | Akten-Nr.     | Bild                       |
| ------------------------ | --- | ------------- | -------------------------- |
| Loizenkirchen (Standort) | Siedlung der Latènezeit. | D-2-7440-0051 |                            |
| Loizenkirchen (Standort) | Siedlung vorgeschichtlicher Zeitstellung, unter anderem der Stichbandkeramik, der Gruppe Oberlauterbach, der Münchshöfener Gruppe und der Latènezeit.                                                       | D-2-7440-0052 |                            |
| Loizenkirchen (Standort) | Siedlung vorgeschichtlicher Zeitstellung, unter anderem der Stichbandkeramik, der Gruppe Oberlauterbach und der Münchshöfener Gruppe.                                                                       | D-2-7440-0053 |                            |
| Loizenkirchen (Standort) | Siedlung der Stichbandkeramik. | D-2-7440-0054 |                            |
| Loizenkirchen (Standort) | Siedlung der Latènezeit. | D-2-7440-0055 |                            |
| Loizenkirchen (Standort) | Siedlung vorgeschichtlicher Zeitstellung, unter anderem des Neolithikums und der Latènezeit, sowie der römischen Kaiserzeit.                                                                                | D-2-7440-0056 |                            |
| Loizenkirchen (Standort) | Siedlung vor- und frühgeschichtlicher Zeitstellung. | D-2-7440-0058 |                            |
| Loizenkirchen (Standort) | Siedlung vor- und frühgeschichtlicher Zeitstellung. | D-2-7440-0059 |                            |
| Loizenkirchen (Standort) | Verebneter Grabhügel vorgeschichtlicher Zeitstellung. | D-2-7440-0061 |                            |
| Loizenkirchen (Standort) | Siedlung vor- und frühgeschichtlicher Zeitstellung. | D-2-7440-0062 |                            |
| Loizenkirchen (Standort) | Siedlung vor- und frühgeschichtlicher Zeitstellung. | D-2-7440-0063 |                            |
| Loizenkirchen (Standort) | Siedlung vor- und frühgeschichtlicher Zeitstellung. | D-2-7440-0064 |                            |
| Loizenkirchen (Standort) | Siedlung vor- und frühgeschichtlicher Zeitstellung. | D-2-7440-0065 |                            |
| Loizenkirchen (Standort) | Siedlung vor- und frühgeschichtlicher Zeitstellung. | D-2-7440-0066 |                            |
| Loizenkirchen (Standort) | Siedlung vor- und frühgeschichtlicher Zeitstellung. | D-2-7440-0067 |                            |
| Loizenkirchen (Standort) | Untertägige mittelalterliche und frühneuzeitliche Befunde im Bereich der katholischen Pfarrkirche St. Maria und Dionysius in Loizenkirchen, darunter die Spuren von Vorgängerbauten bzw. älterer Bauphasen. | D-2-7440-0225 | Bodendenkmal D-2-7440-0225 |
| Loizenkirchen (Standort) | Untertägige mittelalterliche und frühneuzeitliche Befunde im Bereich des ehemaligen Hofmarkssitzes in Loizenkirchen, darunter die Spuren von Vorgängerbauten bzw. älterer Bauphasen.                        | D-2-7440-0226 |                            |
| Loizenkirchen (Standort) | Frühmittelalterliches Reihengräberfeld. | D-2-7441-0124 |                            |

### Bodendenkmäler in der Gemarkung Neuhausen
| Lage                 | Objekt | Akten-Nr.     | Bild                       |
| -------------------- | --- | ------------- | -------------------------- |
| Neuhausen (Standort) | Verebnetes kreisförmiges Grabenwerk mit zwei Gräben vor- und frühgeschichtlicher Zeitstellung oder Burgstall des Mittelalters. | D-2-7440-0060 |                            |
| Neuhausen (Standort) | Grabhügel vor- und frühgeschichtlicher Zeitstellung oder mittelalterliche Wegsperre. | D-2-7440-0068 |                            |
| Neuhausen (Standort) | Turmhügel des Mittelalters. | D-2-7440-0069 |                            |
| Neuhausen (Standort) | Mittelalterlicher Burgstall Römerschanze. | D-2-7440-0070 |                            |
| Neuhausen (Standort) | Siedlung der Stichbandkeramik/Gruppe Oberlauterbach, der Münchshöfener und der Altheimer Gruppe, des Spätneolithikums oder der Bronzezeit, der mittleren Bronzezeit und der späten Latènezeit.                                                                                       | D-2-7440-0072 |                            |
| Neuhausen (Standort) | Siedlung vorgeschichtlicher Zeitstellung, unter anderem der Stichbandkeramik/Gruppe Oberlauterbach, der Altheimer Gruppe, der Bronzezeit, Urnenfelderzeit und Latènezeit. | D-2-7440-0073 |                            |
| Neuhausen (Standort) | Siedlung vorgeschichtlicher Zeitstellung, unter anderem der Latènezeit. | D-2-7440-0074 |                            |
| Neuhausen (Standort) | Siedlung vorgeschichtlicher und neolithischer Zeitstellung, unter anderem der Gruppe Oberlauterbach, der Münchshöfener Gruppe, der Bronzezeit, Urnenfelderzeit und Latènezeit. | D-2-7440-0075 |                            |
| Neuhausen (Standort) | Siedlung allgemein vorgeschichtlicher Zeitstellung, unter anderem des Jungneolithikums (Altheimer Gruppe) sowie der Bronzezeit oder Urnenfelderzeit. Körpergräber vor- und frühgeschichtlicher Zeitstellung.                                                                         | D-2-7440-0076 |                            |
| Neuhausen (Standort) | Siedlung allgemein vorgeschichtlicher und neolithischer Zeitstellung, unter anderem der Münchshöfener und Altheimer Gruppe, der Bronzezeit und der Urnenfelderzeit sowie des frühen Mittelalters und des Mittelalters bzw. der Neuzeit.                                              | D-2-7440-0077 |                            |
| Neuhausen (Standort) | Siedlung vorgeschichtlicher Zeitstellung, unter anderem des Neolithikums. | D-2-7440-0078 |                            |
| Neuhausen (Standort) | Siedlung des Neolithikums, unter anderem des Mittelneolithikums und der Latènezeit. | D-2-7440-0079 |                            |
| Neuhausen (Standort) | Verebnete Grabhügel vorgeschichtlicher Zeitstellung. | D-2-7440-0080 |                            |
| Neuhausen (Standort) | Siedlung vor- und frühgeschichtlicher Zeitstellung. | D-2-7440-0081 |                            |
| Neuhausen (Standort) | Siedlung vor- und frühgeschichtlicher Zeitstellung. | D-2-7440-0082 |                            |
| Neuhausen (Standort) | Siedlung vor- und frühgeschichtlicher Zeitstellung. | D-2-7440-0083 |                            |
| Neuhausen (Standort) | Siedlung vor- und frühgeschichtlicher Zeitstellung. | D-2-7440-0084 |                            |
| Neuhausen (Standort) | Siedlung und verebnetes Grabenwerk vor- und frühgeschichtlicher Zeitstellung. | D-2-7440-0085 |                            |
| Neuhausen (Standort) | Siedlung des Neolithikums, unter anderem der Linear- und Stichbandkeramik/Gruppe Oberlauterbach sowie der Münchshöfener Gruppe, der Metallzeiten, unter anderem der frühen bis mittleren Bronzezeit, der Urnenfelderzeit und der Latènezeit sowie der karolingisch-ottonischen Zeit. | D-2-7440-0092 |                            |
| Neuhausen (Standort) | Siedlung vorgeschichtlicher und neolithischer Zeitstellung, unter anderem der Stichbandkeramik/Gruppe Oberlauterbach, der Münchshöfener Gruppe, der Bronzezeit/Urnenfelderzeit und der Latènezeit.                                                                                   | D-2-7440-0159 |                            |
| Neuhausen (Standort) | Untertägige mittelalterliche und frühneuzeitliche Befunde im Bereich der katholischen Kirche St. Veit in Wendeldorf, darunter die Spuren von Vorgängerbauten bzw. älterer Bauphasen.                                                                                                 | D-2-7440-0165 | Bodendenkmal D-2-7440-0165 |
| Neuhausen (Standort) | Siedlung des Mittelalters und der Neuzeit. | D-2-7440-0166 |                            |
| Neuhausen (Standort) | Siedlung vorgeschichtlicher Zeitstellung, unter anderem der Bronzezeit und der Urnenfelderzeit. | D-2-7440-0168 |                            |
| Neuhausen (Standort) | Untertägige mittelalterliche und frühneuzeitliche Befunde im Bereich der katholischen Kirche St. Emmeram in Neuhausen, darunter die Spuren von Vorgängerbauten bzw. älterer Bauphasen.                                                                                               | D-2-7440-0228 | Bodendenkmal D-2-7440-0228 |
| Neuhausen (Standort) | Siedlung vorgeschichtlicher Zeitstellung. | D-2-7440-0275 |                            |
| Neuhausen (Standort) | Siedlung allgemein vorgeschichtlicher Zeitstellung. | D-2-7440-0278 |                            |
| Neuhausen (Standort) | Siedlung allgemein vorgeschichtlicher Zeitstellung, unter anderem der Bronzezeit/Urnenfelderzeit bis Hallstattzeit. | D-2-7440-0279 |                            |
| Neuhausen (Standort) | Siedlung allgemein vorgeschichtlicher Zeitstellung, unter anderem der Bronzezeit und der Latènezeit. | D-2-7440-0280 |                            |
| Neuhausen (Standort) | Grabhügel vorgeschichtlicher Zeitstellung. | D-2-7540-0001 |                            |
| Neuhausen (Standort) | Siedlung vorgeschichtlicher Zeitstellung. | D-2-7540-0003 |                            |
| Neuhausen (Standort) | Siedlung vorgeschichtlicher Zeitstellung. | D-2-7540-0025 |                            |
| Neuhausen (Standort) | Siedlung allgemein vorgeschichtlicher Zeitstellung. | D-2-7540-0245 |                            |